# 105
Het jaar 105 is het 5e jaar in de 2e eeuw volgens de christelijke jaartelling.

## Gebeurtenissen

### Italië
- Pompeia Plotina de vrouw van keizer Trajanus en zijn aangenomen dochter Salonina Matidia, accepteren beiden de titel Augusta en worden daarmee keizerin.

### Balkan
- Tweede Dacische Oorlog: Koning Decebalus verenigt de Dacische stammen, hij plundert de Romeinse kolonies langs de Donau en versterkt Sarmizegetusa.
- Trajanus begint opnieuw een veldtocht tegen de Daciërs en steekt met een Romeins expeditieleger (12 legioenen) de Brug van Trajanus over.
- Trajanus laat in Dacië twee legioenen (Legio II Traiana Fortis en Legio XXX Ulpia Victrix) oprichten voor de campagne tegen Decebalus.

### Parthië
- Vologases III (r. 105-147) komt in opstand tegen Pacorus II en regeert over het oostelijke deel van het Parthische Rijk.

### China
- Keizerin-weduwe Deng plaatst Han Shangdi (105-106) die drie maanden oud is op de troon en regeert als co-regentes over het Chinees Keizerrijk.
- 11 maart - Cai Lun, eunuch aan het Chinese hof, maakt het eerste schrijfpapier door grondstoffen zoals boomsbast, hennep, lompen en visnet te persen.

## Geboren
- Han Shangdi, keizer van het Chinees Keizerrijk (overleden 106)
- Justinus de Martelaar, Joods apologeet en filosoof (overleden 165)

## Overleden
- Han Hedi (26), keizer van het Chinees Keizerrijk